# Bikenibeu
BIkenibeu est une ville de Tarawa-Sud, la capitale des Kiribati. Elle compte 7 547 habitants au recensement de 2020, ce qui en fait le principal habitat urbain de TUC.
Longtemps isolée, elle a été reliée avec une jetée à Bairiki à l'ouest, en 1963, puis étendue vers Bonriki, par une jetée qui porte le nom de Causeway ou Nawerewere, où se situe l'hôpital, en 1964.
Bikenibeu Paeniu y est né en 1956.